# Lijst van rijksmonumenten in Lemiers
De plaats Lemiers telt 18 inschrijvingen in het rijksmonumentenregister. Hieronder een overzicht.
| Object | Oorspronkelijke functie?  | Bouwjaar                       | Architect | Locatie                             | Coördinaten?                  | Nr.?   | Afbeelding                                          |
| --- | ------------------------- | ------------------------------ | --------- | ----------------------------------- | ----------------------------- | ------ | --------------------------------------------------- |
| Sint-Catharinakapel                                                                                                 | Kerk en kerkonderdeel     | 11e eeuw                       |           | Oud Lemiers 16                      | 50° 47' 13" NB, 5° 59' 47" OL | 36676  | Meer afbeeldingen                                   |
| Huis, witgeverfd, en schuur van baksteen en vakwerk                                                                 | Boerderij                 | 18e-19e eeuw                   |           | Oud Lemiers 18                      | 50° 47' 13" NB, 5° 59' 47" OL | 36677  | Huis, witgeverfd, en schuur van baksteen en vakwerk |
| Huis, witgeverfd, en schuur van baksteen en vakwerk                                                                 | Woonhuis                  | 18e-19e eeuw                   |           | Oud Lemiers 22                      | 50° 47' 13" NB, 5° 59' 48" OL | 36678  | Meer afbeeldingen                                   |
| Huis van vakwerk, van belang door ligging tegenover de oude kerk. Witgeverfd                                        | Woonhuis                  | 18e-19e eeuw                   |           | Oud Lemiers 23                      | 50° 47' 11" NB, 5° 59' 45" OL | 36679  | Meer afbeeldingen                                   |
| Huis van vakwerk, van belang door ligging tegenover oude kerk. Witgeverfd                                           | Woonhuis                  | 18e-19e eeuw                   |           | Oud Lemiers 21                      | 50° 47' 12" NB, 5° 59' 45" OL | 36680  | Meer afbeeldingen                                   |
| Restant van Kasteelmolen. Voormalige oude molen op de Sinzelbeek; gewit bakstenen gebouw. Hoofdpoort met zadeldakje | Industrie- en poldermolen | ca. 1800 1938 (buiten gebruik) |           | Oud Lemiers 28                      | 50° 47' 20" NB, 5° 59' 40" OL | 36681  | Meer afbeeldingen                                   |
| Vakwerkhuizen met verdieping onder een zadeldak                                                                     | Woonhuis                  | 18e-19e eeuw                   |           | Rijksweg 120;122                    | 50° 47' 18" NB, 5° 59' 18" OL | 36682  | Meer afbeeldingen                                   |
| Terrein waarin sporen van gebouwen: Romeinse villa Lemiers                                                          | Archeologisch monument    | Romeinse Tijd                  |           | achter huis Lemierser Berg 43       | 50° 46' 59" NB, 6° 0' 4" OL   | 47151  | Meer afbeeldingen                                   |
| Terrein waarin sporen van een gebouw en bewoning                                                                    | Archeologisch monument    | Romeinse Tijd                  |           | Terrein ten zuiden Oude Trichterweg | 50° 47' 23" NB, 5° 58' 44" OL | 47152  | Terrein waarin sporen van een gebouw en bewoning    |
| Rectoraatskerk van de H.Catharina                                                                                   | Kerk en kerkonderdeel     | 1895-1896                      |           | Lemiers Rijksweg 83                 | 50° 47' 11" NB, 5° 59' 32" OL | 491845 | Meer afbeeldingen                                   |
| Kasteel Lemiers: hoofdonderdeel                                                                                     | Kasteel, buitenplaats     | 1100-1300                      |           | Oud Lemiers 6                       | 50° 47' 13" NB, 5° 59' 34" OL | 509926 | Meer afbeeldingen                                   |
| Kasteel Lemiers: parkaanleg                                                                                         | Tuin, park en plantsoen   |                                |           | Oud Lemiers bij 6                   | 50° 47' 13" NB, 5° 59' 34" OL | 509929 | Meer afbeeldingen                                   |
| Kasteel Lemiers: bijgebouw met torens                                                                               | Bijgebouwen kastelen enz. | 1600-1700                      |           | Oud Lemiers bij 6                   | 50° 47' 22" NB, 5° 59' 38" OL | 509939 | Meer afbeeldingen                                   |
| Kasteel Lemiers: toegangspoort met brug                                                                             | Tuin, park en plantsoen   | 1725-1750                      |           | Oud Lemiers bij 6                   | 50° 47' 13" NB, 5° 59' 34" OL | 509941 | Meer afbeeldingen                                   |
| Kasteel Lemiers: fontein                                                                                            | Tuin, park en plantsoen   | 1729                           |           | Oud Lemiers bij 6                   | 50° 47' 13" NB, 5° 59' 34" OL | 509974 | Meer afbeeldingen                                   |
| Kasteel Lemiers: tuinmuur                                                                                           | Tuin, park en plantsoen   |                                |           | Oud Lemiers bij 6                   | 50° 47' 13" NB, 5° 59' 34" OL | 509975 | Meer afbeeldingen                                   |
| Kasteel Lemiers: grafmonument                                                                                       | Begraafplaats en -onderdl | 1891                           |           | Oud Lemiers bij 6                   | 50° 47' 13" NB, 5° 59' 34" OL | 509976 | Meer afbeeldingen                                   |
| Kasteel Lemiers: bakhuis                                                                                            | Boerderij                 | 1700-1800                      |           | Oud Lemiers bij 6                   | 50° 47' 21" NB, 5° 59' 37" OL | 509977 | Meer afbeeldingen                                   |